# Erica Mou
Erica Musci (n. 6 de abril de 1990), más conocida por su nombre artístico Erica Mou , es una cantante y compositora italiana. 

## Biografía
Nacida en Bisceglie, Italia, empezó a estudiar canto y tocar la guitarra a temprana edad. Después de asistir a la escuela secundaria, se matriculó en la Facultad de Letras, mientras tanto, se dedicó a la música, formando "sombras anormales", un complejo de cuatro niñas y grabado en 2007; un álbum que no se publicó. 
Después de alguna experiencia musical, en 2008 lanzó su primer disco, Bacio Ancora le Ferite y comenzó a hacer conciertos. Comenzó su carrera profesional en la música en 2008 y en 2009 lanzó su álbum de debut, El coleccionista de cicatrices especializado en jazz.
Ganó varios premios, incluyendo el premio "Best Lyrics" en SIAE y "New Indie Pop Artist" en MEI. Su versión de Don't Stop, fue la banda sonora de ENI a partir de enero de 2011. En marzo de 2011 lanzó su primer álbum, È en Sugar. El álbum producido por Valgeir Sigurðsson ( Björk , Sigur Rós ) y organizado por Valgeir Sigurdsson y MaJiKer fue anticipado por el primer sencillo.
En 2012 entró en el Festival de Música de Sanremo con la canción "Nella vasca da bagno del tempo".

## Discografía

### Álbumes
- 2009 - Bacio ancora le ferite (Auand Records)
- 2011 - È (Sugar Music)

### Solitario
- 2011 - Giungla
- 2011 - Torno a casa (Lasciami guardare)
- 2011 - Nella vasca da bagno del tempo

### Videoclips
- 2011 - Giungla
- 2011 - Nella vasca da bagno del tempo

### Participaciones
- 2011 - La leva cantautorale degli anni zero (Ala Bianca) con La neve sul mare
- 2012 - Ancora in piedi - I.P.E.R. (Indipendenti Per Emilia Romagna e Lombardia)